# Iberg (Upland)
Der Iberg ist ein 720,5 m ü. NHN hoher Berg im Upland im Nordosten des Rothaargebirges. Er liegt bei Willingen im hessischen Landkreis Waldeck-Frankenberg.

## Geographie

### Lage
Der Iberg erhebt sich im Nordwesten von Nordhessen im Naturpark Diemelsee direkt östlich der Willinger Kernstadt. Als nordnordwestlicher Nachbar des Orenbergs (702 m) erhebt er sich östlich des Ittertals und westlich von dessen Zufluss Aarbach mit dem jenseits des Bachs gelegenen Lüerberg (713 m) und dessen Südausläufer Eideler Berg (700 m).
Südlich des abgesehen von gipfelnahen Bereichen und östlichen Hanglagen bewaldeten Ibergs stehen im Übergangsbereich zum Orenberg am Willinger Ortsrand die Orenbergschanzen.

### Naturräumliche Zuordnung
Der Iberg gehört in der naturräumlichen Haupteinheitengruppe Süderbergland (Nr. 33) in der Haupteinheit Rothaargebirge (mit Hochsauerland) (333) und in der Untereinheit Upland (333.9) zum Naturraum Inneres Upland (333.90).

## Geologie und Bergbau
Im Iberg liegen vier Dachschieferbänke von zwei bis 20 Metern Stärke. Die Schiefer- und Kalksteinformation, zu der die Bänke gehören, sind 400 Millionen Jahre alt. Die Konzession zum Abbau von Schiefer im Iberg wurde 1859 erteilt. Der Bergbau begann im Jahr 1863 und wurde 1971 eingestellt. Heute gibt es dort ein Besucherbergwerk, die Schiefergrube Christine.